# Мімі Христова
Мімі Ніколова Христова (болг. Мими Николова Христова; нар. 19 липня 1993, Враца, Врачанська область) — болгарська борчиня вільного стилю, чемпіонка, срібна та дворазова бронзова призерка чемпіонатів Європи, срібна призерка Європейських ігор, учасниця Олімпійських ігор.

## Біографія
Боротьбою почала займатися з 2003 року. Перший тренер — Юліян Георгієв. Закінчила спортивне училище ім. Василя Левського. У 2009 році стала бронзовою призеркою чемпіонату Європи серед кадетів. У 2012 завоювала титул чемпіонки Європи серед юніорів. На континентальній першості 2015 року у віковій групі до 23 років здобула срібну нагороду.
Виступає за спортивний клуб «Левський», Софія. Перед тим представляла клуб «Ботев 93» (Враца). Особистий тренер — Петер Касабов.

## Спортивні результати на міжнародних змаганнях

### Виступи на Олімпіадах
| Змагання                    | Збірна   | Вагова категорія          | Місце |
| --------------------------- | -------- | ------------------------- | ----- |
| Літні Олімпійські ігри 2016 | Болгарія | жіноча боротьба, до 58 кг | 15    |
| Літні Олімпійські ігри 2020 | Болгарія | жіноча боротьба, до 68 кг | 11    |

### Виступи на Чемпіонатах світу
| Змагання                        | Збірна   | Вагова категорія          | Місце |
| ------------------------------- | -------- | ------------------------- | ----- |
| Чемпіонат світу з боротьби 2013 | Болгарія | жіноча боротьба, до 55 кг | 5     |
| Чемпіонат світу з боротьби 2014 | Болгарія | жіноча боротьба, до 58 кг | 7     |
| Чемпіонат світу з боротьби 2015 | Болгарія | жіноча боротьба, до 58 кг | 12    |
| Чемпіонат світу з боротьби 2017 | Болгарія | жіноча боротьба, до 60 кг | 9     |
| Чемпіонат світу з боротьби 2019 | Болгарія | жіноча боротьба, до 57 кг | 21    |
| Чемпіонат світу з боротьби 2021 | Болгарія | жіноча боротьба, до 65 кг | 5     |
| Чемпіонат світу з боротьби 2022 | Болгарія | жіноча боротьба, до 65 кг | 5     |

### Виступи на Чемпіонатах Європи
| Змагання                         | Збірна   | Вагова категорія          | Місце  |
| -------------------------------- | -------- | ------------------------- | ------ |
| Чемпіонат Європи з боротьби 2011 | Болгарія | жіноча боротьба, до 55 кг | 19     |
| Чемпіонат Європи з боротьби 2013 | Болгарія | жіноча боротьба, до 59 кг | 5      |
| Чемпіонат Європи з боротьби 2014 | Болгарія | жіноча боротьба, до 55 кг | Бронза |
| Чемпіонат Європи з боротьби 2016 | Болгарія | жіноча боротьба, до 58 кг | Бронза |
| Чемпіонат Європи з боротьби 2017 | Болгарія | жіноча боротьба, до 60 кг | 9      |
| Чемпіонат Європи з боротьби 2018 | Болгарія | жіноча боротьба, до 59 кг | Срібло |
| Чемпіонат Європи з боротьби 2019 | Болгарія | жіноча боротьба, до 57 кг | 5      |
| Чемпіонат Європи з боротьби 2020 | Болгарія | жіноча боротьба, до 65 кг | Золото |
| Чемпіонат Європи з боротьби 2021 | Болгарія | жіноча боротьба, до 68 кг | 12     |
| Чемпіонат Європи з боротьби 2023 | Болгарія | жіноча боротьба, до 65 кг | Золото |

### Виступи на Європейських іграх
| Змагання              | Збірна   | Вагова категорія          | Місце  |
| --------------------- | -------- | ------------------------- | ------ |
| Європейські ігри 2015 | Болгарія | жіноча боротьба, до 58 кг | 7      |
| Європейські ігри 2019 | Болгарія | жіноча боротьба, до 57 кг | Срібло |

### Виступи на Кубках світу
| Змагання                    | Збірна   | Вагова категорія          | Місце  |
| --------------------------- | -------- | ------------------------- | ------ |
| Кубок світу з боротьби 2020 | Болгарія | жіноча боротьба, до 65 кг | Бронза |

### Виступи на інших змаганнях
| Змагання                                                       | Збірна   | Вагова категорія          | Місце  |
| -------------------------------------------------------------- | -------- | ------------------------- | ------ |
| Турнір Дана Колова — Николи Петрова 2011                       | Болгарія | жіноча боротьба, до 55 кг | 5      |
| Турнір Дана Колова — Николи Петрова 2012                       | Болгарія | жіноча боротьба, до 55 кг | 14     |
| Золотий Гран-прі з боротьби 2012 (Баку)                        | Болгарія | жіноча боротьба, до 59 кг | 5      |
| Турнір Дана Колова — Николи Петрова 2013                       | Болгарія | жіноча боротьба, до 59 кг | Срібло |
| Вогні Москви 2013                                              | Болгарія | жіноча боротьба, до 59 кг | Бронза |
| Турнір Дана Колова — Николи Петрова 2014                       | Болгарія | жіноча боротьба, до 58 кг | Срібло |
| Klippan Lady Open 2014                                         | Болгарія | жіноча боротьба, до 58 кг | 11     |
| Вогні Москви 2014                                              | Болгарія | жіноча боротьба, до 58 кг | 6      |
| Міжнародний меморіал Дейва Шульца 2015                         | Болгарія | жіноча боротьба, до 58 кг | Срібло |
| Турнір Дана Колова — Николи Петрова 2015                       | Болгарія | жіноча боротьба, до 58 кг | Срібло |
| Меморіал Іона Корнеану 2015                                    | Болгарія | жіноча боротьба, до 58 кг | Золото |
| Відкритий чемпіонат Польщі з боротьби 2015                     | Болгарія | жіноча боротьба, до 58 кг | 7      |
| Турнір Дана Колова — Николи Петрова 2016                       | Болгарія | жіноча боротьба, до 58 кг | Золото |
| Олімпійський кваліфікаційний турнір з боротьби 2016 (Зренянин) | Болгарія | жіноча боротьба, до 58 кг | Золото |
| Гран-прі Іспанії з боротьби 2016                               | Болгарія | жіноча боротьба, до 58 кг | 8      |
| Кубок Європейських націй з боротьби 2016                       | Болгарія | команда                   | 6      |
| Турнір Яшара Догу 2017                                         | Болгарія | жіноча боротьба, до 60 кг | Золото |
| Турнір Дана Колова — Николи Петрова 2017                       | Болгарія | жіноча боротьба, до 60 кг | Золото |
| Відкритий чемпіонат Польщі з боротьби 2017                     | Болгарія | жіноча боротьба, до 60 кг | Бронза |
| Гран-прі Іспанії з боротьби 2017                               | Болгарія | жіноча боротьба, до 60 кг | Бронза |
| Гран-прі «Іван Яригін» 2018                                    | Болгарія | жіноча боротьба, до 59 кг | 5      |
| Турнір Дана Колова — Николи Петрова 2018                       | Болгарія | жіноча боротьба, до 59 кг | Срібло |
| Pro Wrestling League 2019                                      | Болгарія | команда                   | Срібло |
| Турнір Дана Колова — Николи Петрова 2019                       | Болгарія | жіноча боротьба, до 57 кг | 11     |
| Турнір Яшара Догу 2020                                         | Болгарія | жіноча боротьба, до 57 кг | Бронза |
| Турнір Маттео Пелліцоне 2021                                   | Болгарія | жіноча боротьба, до 68 кг | Срібло |
| Турнір Дана Колова — Николи Петрова 2021                       | Болгарія | жіноча боротьба, до 68 кг | Срібло |
| Світовий олімпійський кваліфікаційний турнір з боротьби 2021   | Болгарія | жіноча боротьба, до 68 кг | Золото |
| Турнір Яшара Догу 2021                                         | Болгарія | жіноча боротьба, до 68 кг | Срібло |
| Гран-прі Іспанії з боротьби 2022                               | Болгарія | жіноча боротьба, до 65 кг | Золото |
| Меморіал Іона Корнеану і Ладислава Сімона 2022                 | Болгарія | жіноча боротьба, до 65 кг | Срібло |
| Гран-прі Франції Анрі Деглана 2023                             | Болгарія | жіноча боротьба, до 62 кг | Срібло |
| Відкрити турнір Загреба з боротьби 2023                        | Болгарія | жіноча боротьба, до 62 кг | 12     |
| Турнір Ібрагіма Мустафи 2023                                   | Болгарія | жіноча боротьба, до 62 кг | 7      |
| Турнір Дана Колова — Николи Петрова 2023                       | Болгарія | жіноча боротьба, до 65 кг | Срібло |

### Виступи на змаганнях молодших вікових груп
| Змагання                                       | Збірна   | Вагова категорія          | Місце  |
| ---------------------------------------------- | -------- | ------------------------- | ------ |
| Чемпіонат Європи з боротьби до 23 років 2015   | Болгарія | жіноча боротьба, до 58 кг | Срібло |
| Чемпіонат Європи з боротьби серед юніорів 2010 | Болгарія | жіноча боротьба, до 55 кг | 7      |
| Чемпіонат Європи з боротьби серед юніорів 2011 | Болгарія | жіноча боротьба, до 55 кг | 13     |
| Чемпіонат світу з боротьби серед юніорів 2011  | Болгарія | жіноча боротьба, до 55 кг | 10     |
| Чемпіонат Європи з боротьби серед юніорів 2012 | Болгарія | жіноча боротьба, до 59 кг | Золото |
| Чемпіонат світу з боротьби серед юніорів 2012  | Болгарія | жіноча боротьба, до 59 кг | 10     |
| Чемпіонат Європи з боротьби серед юніорів 2013 | Болгарія | жіноча боротьба, до 59 кг | 5      |
| Чемпіонат світу з боротьби серед юніорів 2013  | Болгарія | жіноча боротьба, до 59 кг | 21     |
| Чемпіонат Європи з боротьби серед кадетів 2009 | Болгарія | жіноча боротьба, до 56 кг | Бронза |
| Чемпіонат Європи з боротьби серед кадетів 2010 | Болгарія | жіноча боротьба, до 56 кг | 11     |